# Pralina

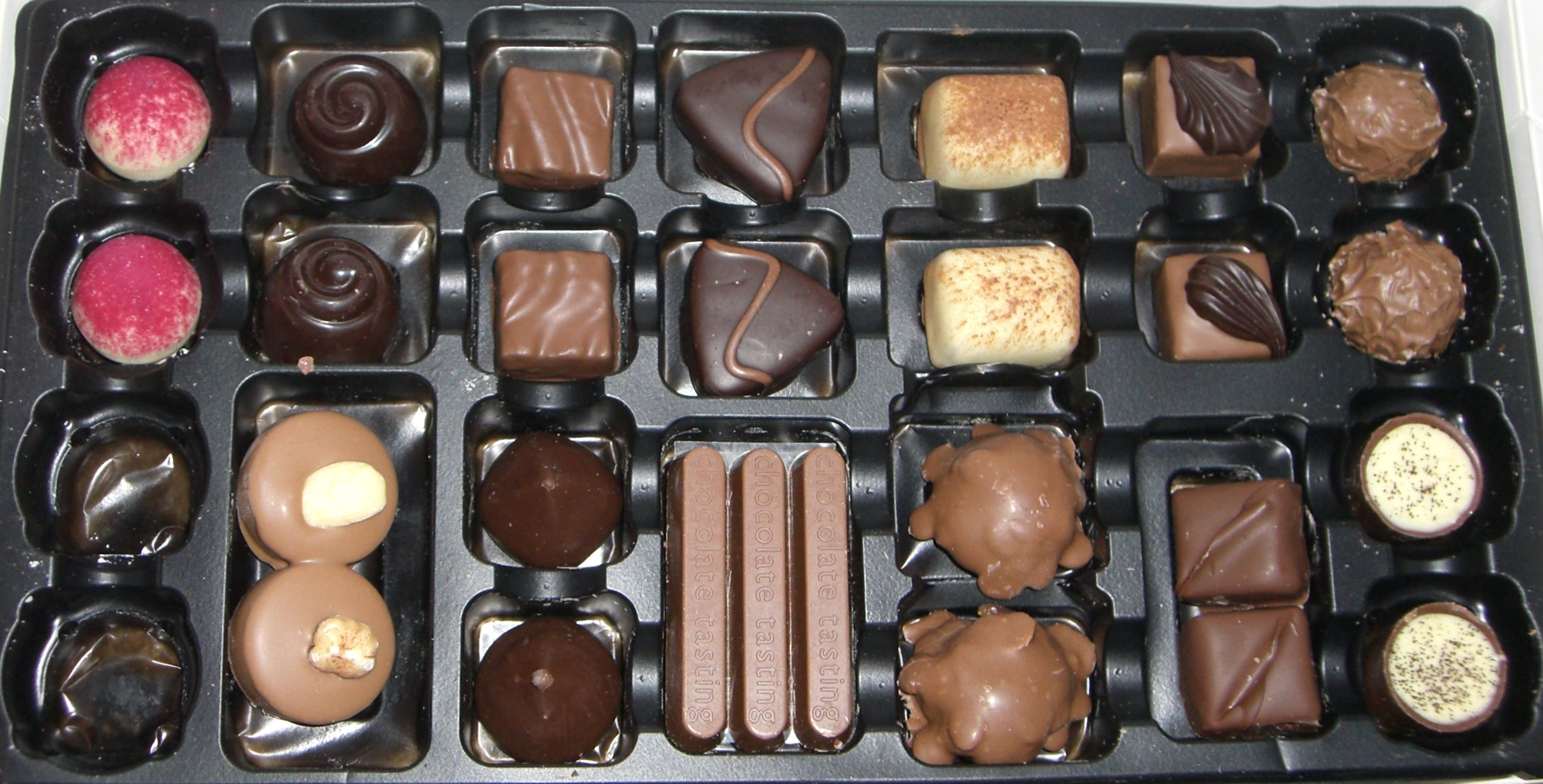
Pudełko pralin

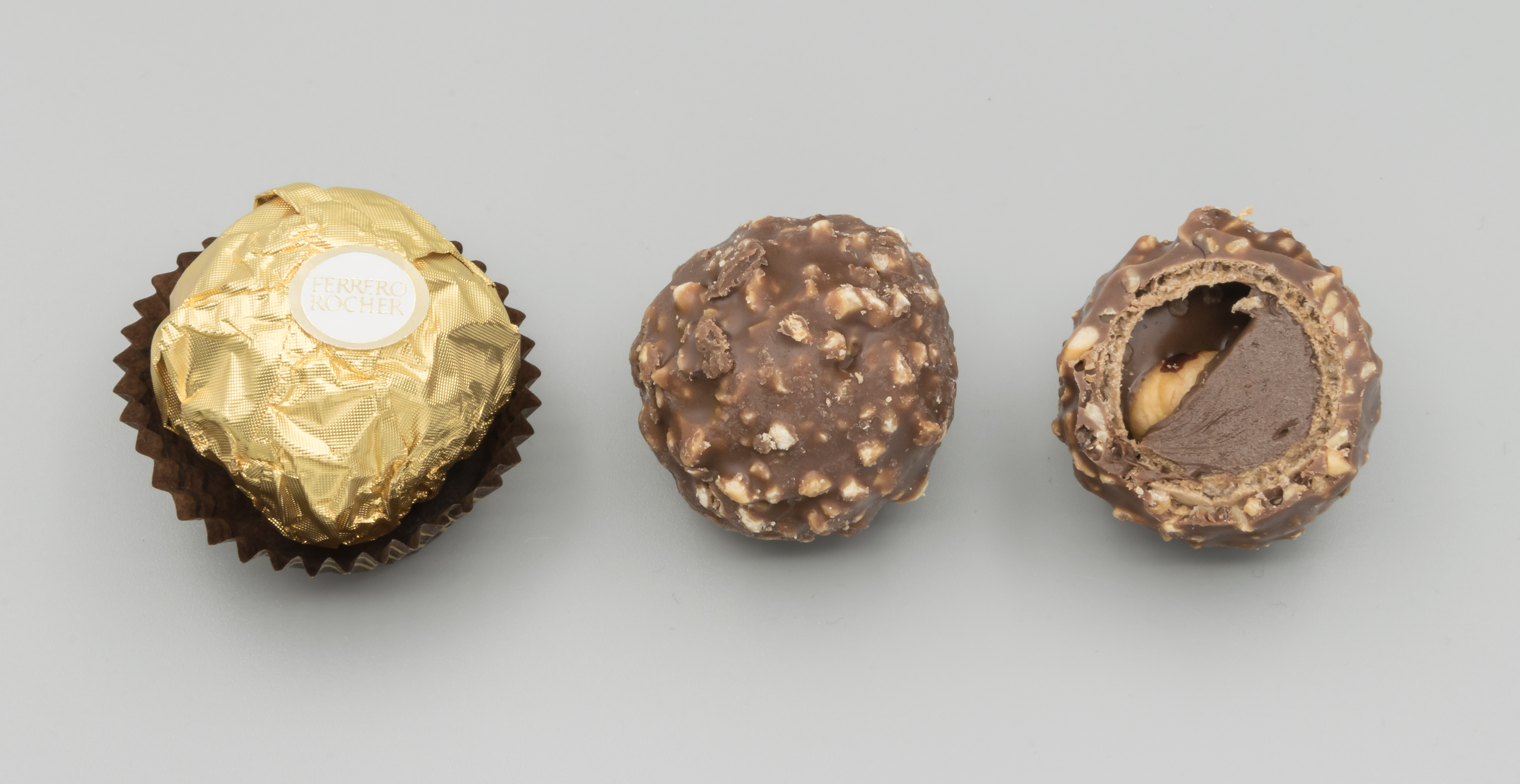
Praliny Ferrero Rocher

Pralina, pralinka (fr. praline, l.mn. pralinés) – rodzaj czekoladki nadziewanej masą kremową lub zawierającej w środku orzechy.
Słowo „pralina” pochodzi od francuskiego praline, od nazwiska marszałka Césara de Choiseul du Plessis-Praslin (1598–1675). To jego kucharz miał przyrządzić po raz pierwszy ten rodzaj czekoladek.
Natomiast Jean Neuhaus II, belgijski czekoladnik, jest powszechnie uznawany za ich popularyzację w 1912 roku, choć prawdopodobnie były one produkowane od XIX wieku.
Według dyrektywy 2000/36/WE Parlamentu Europejskiego odnoszącej się do wyrobów kakaowych i czekoladowych, pralina oznacza wyrób o wielkości pojedynczego kęsa, składający się z czekoladki nadziewanej lub pojedynczej czekoladki bądź kombinacji albo mieszanki czekoladek (…) oraz z innych jadalnych substancji, z zastrzeżeniem, że czekolada stanowi nie mniej niż 25% ogólnej wagi produktu.